# MachiMaho
MachiMaho (間違った子を魔法少女にしてしまった 'Machigatta Ko wo Mahou Shoujo ni Shiteshimatta'?), también conocido como MachiMaho: ¡Me equivoqué y convertí a la persona equivocada en una chica mágica! es una serie de manga japonés escrita e ilustrada por Souryu.

## Argumento
Myu, mientras busca a una valiente candidata para convertirse en una chica mágica y defender el mundo del mal, una criatura mítica encuentra a Kayo Majiba, una linda joven que parece ser la persona perfecta. Pero cuando esta chica mágica recién convertida demuestra ser una delincuente burda que se vuelve loca por cualquier conflicto, queda claro que esto puede haber sido un terrible error. ¡Ahora el mal, y cualquier persona inocente, enfrentará la ira de una chica mágica que salió mal! 

## Media

### Manga
MachiMaho es una serie de manga japonés escrita e ilustrada por Souryu. Fue publicada el 7 de octubre de 2016 en la revista online Kurage Bunch de la editorial Shinchosha, siendo compilada en 12 volúmenes tankōbon, hasta la actualidad.

##### Volúmenes
Se han publicado 8 volúmenes hasta la actualidad.
| Núm. | Volumen | Fecha de publicación    | ISBN                   |
| ---- | --- | ----------------------- | ---------------------- |
| 1    | MachiMaho Volumen 1 (間違った子を魔法少女にしてしまった 第1巻 Machigatta Ko wo Mahou Shoujo ni Shiteshimatta Dai 1 Kan?)    | 9 de mayo de 2017       | ISBN 978-4-10-771974-4 |
| 2    | MachiMaho Volumen 2 (間違った子を魔法少女にしてしまった 第2巻 Machigatta Ko wo Mahou Shoujo ni Shiteshimatta Dai 2 Kan?)    | 7 de septiembre de 2017 | ISBN 978-4-10-772006-1 |
| 3    | MachiMaho Volumen 3 (間違った子を魔法少女にしてしまった 第3巻 Machigatta Ko wo Mahou Shoujo ni Shiteshimatta Dai 3 Kan?)    | 9 de marzo de 2018      | ISBN 978-4-10-772057-3 |
| 4    | MachiMaho Volumen 4 (間違った子を魔法少女にしてしまった 第4巻 Machigatta Ko wo Mahou Shoujo ni Shiteshimatta Dai 4 Kan?)    | 9 de julio de 2018      | ISBN 978-4-10-772097-9 |
| 5    | MachiMaho Volumen 5 (間違った子を魔法少女にしてしまった 第5巻 Machigatta Ko wo Mahou Shoujo ni Shiteshimatta Dai 5 Kan?)    | 7 de diciembre de 2018  | ISBN 978-4-10-772141-9 |
| 6    | MachiMaho Volumen 6 (間違った子を魔法少女にしてしまった 第6巻 Machigatta Ko wo Mahou Shoujo ni Shiteshimatta Dai 6 Kan?)    | 9 de mayo de 2019       | ISBN 978-4-10-772187-7 |
| 7    | MachiMaho Volumen 7 (間違った子を魔法少女にしてしまった 第7巻 Machigatta Ko wo Mahou Shoujo ni Shiteshimatta Dai 7 Kan?)    | 9 de septiembre de 2019 | ISBN 978-4-10-772215-7 |
| 8    | MachiMaho Volumen 8 (間違った子を魔法少女にしてしまった 第8巻 Machigatta Ko wo Mahou Shoujo ni Shiteshimatta Dai 8 Kan?)    | 9 de abril de 2020      | ISBN 978-4-10-772273-7 |
| 9    | MachiMaho Volumen 9 (間違った子を魔法少女にしてしまった 第9巻 Machigatta Ko wo Mahou Shoujo ni Shiteshimatta Dai 9 Kan?)    | 9 de septiembre de 2020 | ISBN 978-4-10-772318-5 |
| 10   | MachiMaho Volumen 10 (間違った子を魔法少女にしてしまった 第10巻 Machigatta Ko wo Mahou Shoujo ni Shiteshimatta Dai 10 Kan?) | 8 de mayo de 2021       | ISBN 978-4-10-772389-5 |
| 11   | MachiMaho Volumen 11 (間違った子を魔法少女にしてしまった 第11巻 Machigatta Ko wo Mahou Shoujo ni Shiteshimatta Dai 11 Kan?) | 8 de enero de 2022      | ISBN 978-4-10-772463-2 |
| 12   | MachiMaho Volumen 12 (間違った子を魔法少女にしてしまった 第12巻 Machigatta Ko wo Mahou Shoujo ni Shiteshimatta Dai 12 Kan?) | 8 de agosto de 2023     | ISBN 978-4-10-772633-9 |

## Personajes
Kayo Majiba (真風羽華代 Majiba Kayo?)
Rei Masanido (雅二戸霊 Masanido Rei?)
Nako Shuusai (秀祭奈子 Shuusai Nako?)
Myu (ミュ Myu?)